# Pogrom von Kahramanmaraş
Das Pogrom von Maraş, auch Kahramanmaraş-Massaker genannt, wurde vom 19. bis zum 26. Dezember 1978 ausgeführt. Das Massaker ist neben dem Brandanschlag von Sivas eines der Pogrome in der Türkei gegen die alevitische Glaubensgemeinschaft. Dabei kamen mehr als 100 Menschen ums Leben.

## Verlauf des Pogroms
Das Pogrom von Kahramanmaraş geschah zwei Jahre vor dem Militärputsch 1980. Damals gab es in der Türkei zwischen rechten und linken Gruppen täglich Konflikte, Kämpfe und Tote. Seit der Beerdigung des alevitischen Dedes Sabri Özkan, der von Rechtsradikalen ermordet worden war, am 3. April 1978 stieg die Spannung in der Stadt.
Die Ereignisse begannen in der Nacht des 19. Dezembers 1978, als eine Schockgranate in einem Kino in Maraş explodierte. Während dieser Zeit lief in dem Kino ein Film mit nationalistischem Gedankengut namens Güneş Ne Zaman Doğacak (‚Wann ist Sonnenaufgang‘). Bei diesem Attentat wurde aufgrund der geringen Sprengkraft des Knallkörpers niemand ernsthaft verletzt. Viele Nationalisten, die Grauen Wölfe und Politiker der Partei MHP sahen in Kommunisten und Aleviten die Urheber des Anschlags. Am 20. Dezember wurde in einem alevitischen Café ein Bombenattentat verübt. Nach mehreren gewalttätigen Auseinandersetzungen und Unruhen wurden am 21. Dezember 1978 zwei Lehrer erschossen, die sich als Linke Demokraten bezeichneten. Während der Beisetzung am nächsten Tag kam es zu Auseinandersetzungen, bei denen erneut zwei Menschen starben. Angeheizt wurden die Kämpfe dadurch, dass die Rechten das Gerücht verbreiteten, die Linken würden die Moschee stürmen.
In der Nacht des 22. Dezembers 1978 erreichten die Unruhen ihren Höhepunkt. Zunächst wurden in mehreren Vierteln, darunter in dem Yörükselim Mahallesi, wo viele Aleviten leben, deren Häuser mit einem roten Spray an der Haustür markiert. Es wurden Schüsse abgefeuert und in einigen Moscheen hielten Imame Reden gegen die Aleviten. Trotz der Unruhen und Warnungen ergriff der Bürgermeister keine Sicherheitsmaßnahmen.
Am 23. Dezember 1978 begann das Pogrom. Weitere Wohnviertel wurden von Nationalisten und Mitgliedern der MHP angegriffen, Gebäude und Arbeitsstätten wurden zerstört. Aufgrund der Markierung wurden die meisten Aleviten aus ihren Häusern gezerrt und auf die Straße gebracht, gefoltert und in großer Zahl getötet. Frauen und Mädchen wurden vergewaltigt. Erst nach drei Tagen schickte die Regierung unter Bülent Ecevit eine Armeeeinheit in die Provinz Kahramanmaraş, die jedoch weitere Übergriffe nicht verhindern konnten. Am Ende waren nach offiziellen Angaben 111 Menschen tot, 552 Häuser und 289 Arbeitsstätten geplündert.
Die Ereignisse führten dazu, dass die Regierung über die 13 Provinzen im Südosten der Türkei den Ausnahmezustand verhängte, darunter in Sivas und Malatya. Als Begründung für die Übergriffe gab die Regierung einen Konflikt zwischen Linken und Rechten an.